# Erich Hoffmann (Bildhauer)

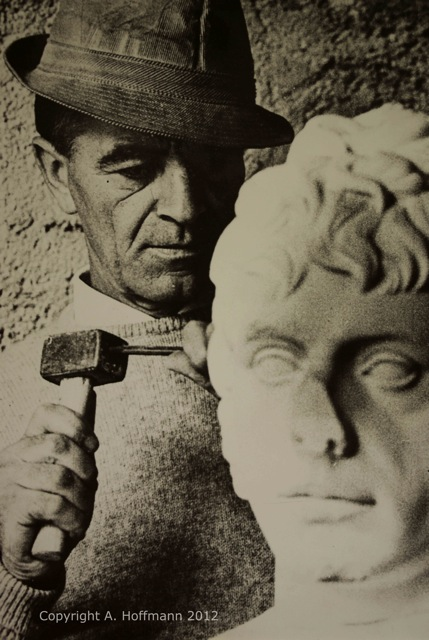
Erich Hoffmann

Erich Hoffmann (* 10. Juni 1910 in Kaiserslautern; † 15. Juli 1967 in München) war ein deutscher freischaffender Künstler im Bereich Monumental- und Architekturbildhauerei.

## Leben
Nach der Gesellenprüfung in Steinbildhauerei siedelte Erich Hoffmann 1932 nach München um und studierte Bildhauerei an der Akademie der Bildenden Künste München, wo er bis 1939 Meisterschüler von Joseph Wackerle war. Unter anderem war er an der Ausführung des Neptunbrunnen (München) beteiligt.
In der Zeit des Nationalsozialismus war Hoffmann u. a. Mitglied der Reichskammer der bildenden Künste und er nahm an Ausstellungen teil, darunter von 1938 bis 1941 mit insgesamt sechs Werken an der Großen Deutschen Kunstausstellung in München.
Nach einer schweren Verwundung im Zweiten Weltkrieg kehrte Erich Hoffmann 1948 nach München zurück, wo er ab 1950 als freischaffender Bildhauer tätig war. Sein Grab befindet sich im Münchner Nordfriedhof.

## Arbeiten (Auswahl)

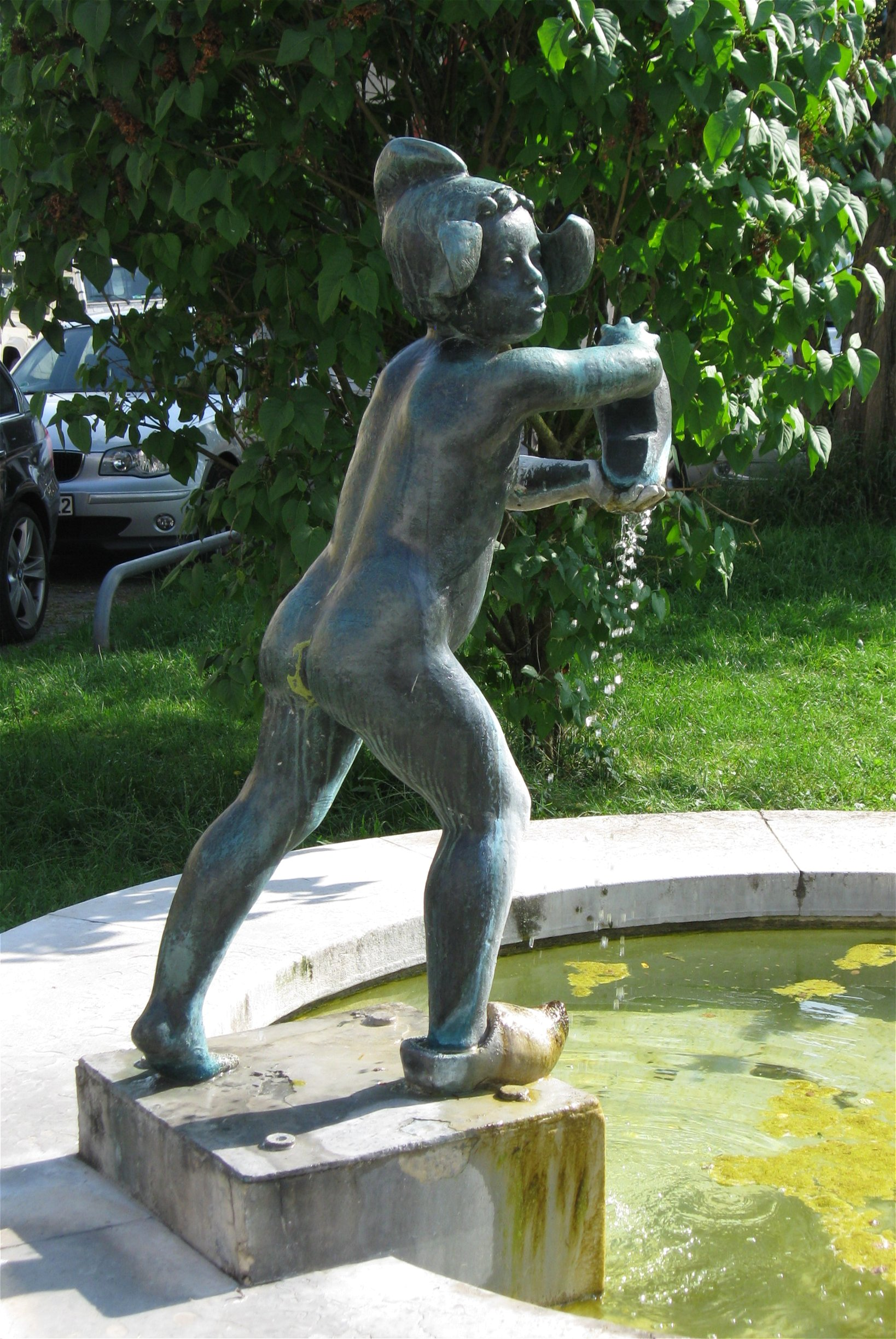
Holländisches Mädchen mit Klompen

- Weiblicher Torso (Bronze; 1938 von Hitler auf der Großen Deutschen Kunstausstellung erworben)[6]
- Europa (Zweifigurengruppe, Bronze; 1939 auf der Großen Deutschen Kunstausstellung)[7]
- Najade (Statuette, Bronze; 1940 auf der Großen Deutschen Kunstausstellung)[8]
- Der Kämpfer (Büste mit Stahlhelm, Zink; 1941 von der Gebietsführung Westmark auf der Großen Deutschen Kunstausstellung erworben)[9]

- Flussgott mit Hecht (1954), Herzogenauracher Damm, Erlangen[10]
- Delphinbrunnen (1962), Kaulbachstraße, München
- Kleine Seejungfrau[11]
- Holländisches Mädchen mit Klompen (1955), Hollandstraße, München-Schwabing
- Die drei Weisen (1965) Ingolstadt[12]
- Knabe mit Fisch (1963) Ingolstadt, Ecke Donaustraße / Steuartstraße
- Hirte samt Stab, Hund und Schaf
- Der Kämpfer[13]